# Abhidžňánašákuntala
Abhidžňánašákuntalam (v dévanágarí अभिज्ञान शाकुन्तलम्), česky také Šakuntala, Śakuntala nebo Ztracený prsten je divadelní hra napsaná Kálidásou. Obvykle je uváděna jako sanskrtová, ale neurozené postavy v ní mluví prákrtem. Není jasné, kdy byla napsána ani kdy žil Kálidása – předpokládá se, že to bylo v pátém století našeho letopočtu.
Kálidása rozpracoval ve své hře příběh obsažený i v Mahábháratě.

## Děj
Hlavní hrdinkou je Šakuntala, dcera mudrce Višvámitry a Ménaky. Její rodiče ji po narození opustí a ona vyrůstá v lesní poustevně mudrce Kánvy, kde z ní vyroste krásná a nevinná panna. Když je Kánva s ostatními staršími pryč, zabloudí do poustevny na svém lovu Dušjanta, král Hastinápury. Ten se do Šakuntaly zamiluje a ožení se s ní. Pak se ale musí vrátit do hlavního města. Jako důkaz toho, že je královnou, jí nechá svůj pečetní prsten.
K Šakuntale dorazí prchlivý mudrc Durvás, ale ona si ho nevšímá a on začaruje Dušjantu, aby na Šakuntulu zapomněl. Té tak zbývá jako jediná naděje prsten. Když se ovšem Šakuntula vydá za Dušjantou, prsten jí spadne do řeky a král ji později odmítne.
Později najde prsten rybář a Dušjantovi se vrátí vzpomínky. Dušjanta pak porazí armádů asurů a bůh Indra mu umožní cestu do hinduistického nebe. Dušjanta se pak setkává se Šakuntalou i se svým mezitím narozeným synem Bharatem.

## Překlady
Abhidžňánašákuntala byla první indickou hrou přeloženou do evropských jazyků. První překlad provedl William Jones v roce 1789 do angličtiny. Český překlad díla od Čeňka Vyhnise vydal v roce 1873 Eduard Grégr.